# Мужеложство
Мужело́жство (также мужело́жество, устар. мужелега́ние) — один из терминов, используемых для обозначения гомосексуальных половых контактов между мужчинами. В обиход термин был введён древнерусским церковным правом, которое под этим понятием понимало исключительно гомосексуальный анальный коитус. В современном русском языке термин «мужеложство» имеет книжную стилистическую окраску и нередко подразумевает юридический или религиозный контекст и часто имеет негативную коннотацию.
Мужчин, практикующих мужеложство, называют мужеложниками или мужеложцами. Данное обозначение также можно найти во многих религиозных контекстах, в частности в официально принятом Русской православной церковью Синодальном переводе.

## Различные толкования слова
Терминологическое толкование мужеложства весьма разнообразно. Различные источники разнятся в его определении и понимании.

### Общие энциклопедические определения
Словари и энциклопедии общей тематики, а также справочники по русскому языку отождествляют мужеложство с мужской гомосексуальностью вообще или с педерастией в частности или указывают лишь на наличие половых контактов между мужчинами независимо от их сексуальной ориентации. Часто в таких словарях отмечается извращённый характер, перверсивность мужеложства.
| Источник                                             | Определение |
| ---------------------------------------------------- | --- |
| Энциклопедический словарь Брокгауза и Ефрона         | Понятия м[ужеложства] закон не определяет, обозначая состав деяния так: «Изобличенный в противоестественном пороке м[ужеложства]». Как субъектом, так и объектом м[ужеложства] может быть только лицо мужского пола. Распространительное толкование 995 ст. (то есть применение её вообще к развратным действиям мужчины с мужчиной) недопустимо. |
| Малый энциклопедический словарь Брокгауза и Ефрона   | Педерастия, мужеложство, весьма распространённое с древних времён извращённое удовлетворение полового чувства. Разнообразные утончённые формы педерастии известны под более широкими названиями гомосексуализма и уранизма. |
| Большая советская энциклопедия                       | Мужеложество, половое извращение, заключающееся в половых сношениях мужчины с мужчиной (обычно при гомосексуализме, реже — ситуационные). |
| Словарь исторических терминов (1998)                 | Мужеложство — половое сношение мужчины с мужчиной. |
| Большой толковый словарь русского языка (1998)       | Мужеложство. Разновидность полового отклонения, проявляющееся в удовлетворении чувственной страсти мужчины с другим мужчиной. |
| Словарь церковно-славянскаго и русскаго языка (1847) | Мужеложство — содомскій грѣхъ. |

### Медицинские определения
Медицинские и психологические словари и энциклопедии часто отождествляют мужеложство с гомосексуализмом, подчёркивая в некоторых случаях непременное наличие анального коитуса.
| Источник                                                | Определение |
| ------------------------------------------------------- | --- |
| Большая медицинская энциклопедия                        | …гомосексуализм мужской — уранизм, мужеложство. |
| Словарь практического психолога под ред. С. Ю. Головина | Мужской гомосексуализм также называется мужеложством. |
| Большой психологический словарь (2004)                  | Термин «педерастия» (мужеложество) в широком смысле синонимичен мужскому гомосексуализму, а в узком и более употребительном обозначает анальный коитус между взрослым мужчиной и мальчиком. |
| Сексологическая энциклопедия                            | Мужеложство (синоним — педерастия), разновидность мужского гомосексуализма, при которой половой акт совершается через прямую кишку. Те же действия с мальчиками определяются термином «педерастия» (в переводе с греческого «любовь к мальчикам»). При этом всегда разделяются роли — активная и пассивная с возможной их заменой у партнёров. |

Доктор медицинских наук Г. Б. Дерягин отмечает, что отождествление мужеложства и гомосексуальности неверно, так как мужеложство является конкретным действием, а гомосексуальность — явлением. В частности, мужеложство (как в активной, так и в пассивной роли) может быть совершено лицом без наличия гомосексуальности, например, при сексуальном насилии, в местах лишения свободы или при других вынужденных обстоятельствах. Гомосексуальность мужчины также не означает непременной практики мужеложства: согласно разным исследованиям, до 25 % гомосексуальных мужчин не совершают актов мужеложства, предпочитая другие формы сексуального взаимоудовлетворения, в первую очередь оральногенитальные контакты и взаимную мастурбацию. Аналогичные данные приводит в своих работах И. С. Кон.

### Юридические толкования
Уголовный кодекс РСФСР трактовал мужеложство как половое сношение между мужчинами. Уголовный кодекс Российской Федерации использует понятие «мужеложество» в статьях 132—134 УК РФ, рассматривающих преступления, связанные с насильственными действиями сексуального характера, понуждению к действиям сексуального характера и действиями сексуального характера с лицом, не достигшим шестнадцатилетнего возраста, терминологически разграничивая (гетеросексуальное) половое сношение, мужеложество и лесбиянство.
Однако УК РФ сам по себе не даёт толкование мужеложству. Разъяснения Верховного Суда РФ содержались в Постановлении Пленума Верховного Суда РФ от 15 июня 2004 года N 11, где под мужеложством понимались сексуальные контакты между мужчинами. Более новое Постановление Пленума от 04.12.2014 № 16 определения данного термина не содержит. Доктор юридических наук Л. Л. Кругликов в комментариях к Уголовному кодексу РФ уточняет, что под мужеложством в УК понимается «насильственное удовлетворение половой страсти путём сношения мужчины с мужчиной per anus». Аналогичные пояснения даются и в других комментариях к УК РФ. Другие формы сексуальных взаимодействий мужчин, по мнению Л. Л. Кругликова, попадают под категорию «иные действия сексуального характера».
Уголовно-исполнительный кодекс РФ относит мужеложство между заключёнными к злостным нарушениям установленного порядка отбывания наказания.
В Уголовном кодексе Узбекистана под мужеложством («бесакалбазлык») понимается удовлетворение половой потребности мужчины с мужчиной без насилия.
| Источник                                                                                   | Определение |
| ------------------------------------------------------------------------------------------ | --- |
| Уголовный кодекс РСФСР 1960 года                                                           | Половое сношение мужчины с мужчиной (мужеложство) наказывается лишением свободы на срок до пяти лет. |
| Постановление Пленума Верховного Суда РФ от 15.06.2004 N 11                                | …под мужеложством [следует понимать] сексуальные контакты между мужчинами. |
| Комментарий к УК РФ под ред. А. И. Чучаева (автор комментария к ст. 132 — Л. Л. Кругликов) | Мужеложством как разновидностью гомосексуализма (педерастии) понимается насильственное удовлетворение половой страсти путём сношения мужчины с мужчиной per anus. |
| Комментарий к УК РФ под ред. А. В. Бриллиантова                                            | Мужеложеством являются сексуальные контакты между мужчинами. Мужеложство (разновидность гомосексуализма, педерастии) состоит в насильственном удовлетворении половой страсти путём полового сношения мужчины с мужчиной. Ненасильственное мужеложство по УК РФ ненаказуемо.                                                                          |
| Комментарий к УК РФ под ред. Л. Л. Кругликова                                              | Под мужеложеством понимают половой контакт мужчины с мужчиной путём введения полового члена в задний проход другого лица (гомосексуальный анальный коитус). |
| Уголовный кодекс Республики Узбекистан                                                     | Бесакалбазлык [мужеложство], то есть удовлетворение половой потребности мужчины с мужчиной без насилия, наказывается лишением свободы до трёх лет. |
| Юридический словарь (2000)                                                                 | Мужеложство — противоестественное удовлетворение половой потребности мужчины с мужчиной в форме анального контакта. |
| Энциклопедия юриста (2005)                                                                 | Мужеложство — половое сношение мужчины с мужчиной, при котором половой орган активного партнёра вводится в заднепроходное отверстие (прямую кишку) пассивного. Иные формы удовлетворения половой потребности двух партнёров-мужчин м[ужеложеством] в юридическом смысле не являются.                                                                 |
| Онлайн-энциклопедия «Правотека»                                                            | Под м[ужеложством] следует понимать удовлетворение полового влечения партнёрами мужского пола путём имитации естественного полового акта, при которой половой член активного партнёра вводится в анальное отверстие пассивного партнёра. Любые др[угие] способы удовлетворения полового влечения партнёров мужского пола не являются м[ужеложством]. |

Термин «мужеложство» используется также в законах по запрету «пропаганды гомосексуализма» в нескольких регионах России. В частности, закон Санкт-Петербурга № 238 «О внесении изменений в Закон Санкт-Петербурга „Об административных правонарушениях в Санкт-Петербурге“» предусматривает для физических и юридических лиц административные штрафы за «публичные действия, направленные на пропаганду мужеложства, лесбиянства, бисексуализма, трансгендерности среди несовершеннолетних».

### Религиозная трактовка
Словом «мужеложники» также переводит греческое ἀρσενοκοῖται Синодальный перевод Нового Завета. Другие переводы Библии на русский язык, как правило, используют другие термины.
| Перевод                   | Текст 1-го Послания Коринфянам 6:9,10 |
| ------------------------- | --- |
| Синодальный перевод       | Или не знаете, что неправедные Царства Божия не наследуют? Не обманывайтесь: ни блудники, ни идолослужители, ни прелюбодеи, ни малакии, ни мужеложники, ни воры, ни лихоимцы, ни пьяницы, ни злоречивые, ни хищники — Царства Божия не наследуют.                                                                                     |
| Перевод «Радостная весть» | Неужели вы не знаете, что люди порочные не получат наследия в Царстве Бога? Не обманывайте себя! Развратники, идолопоклонники, неверные мужья и жены, извращенцы, педерасты, воры, стяжатели, пьяницы, клеветники, мошенники — никому из них не получить наследия в Царстве Бога!                                                     |
| Перевод Нового Мира       | Или не знаете, что неправедные царства Бога не наследуют? Не заблуждайтесь. Ни блудники, ни идолопоклонники, ни прелюбодеи, ни мужчины, которых используют для противоестественных сношений, ни мужчины, которые ложатся с мужчинами, ни воры, ни жадные, ни пьяницы, ни злословящие других, ни вымогатели не наследуют царства Бога. |

| Перевод                   | Текст 1-го Послания к Тимофею 1:8-11 |
| ------------------------- | --- |
| Синодальный перевод       | А мы знаем, что закон добр, если кто законно употребляет его, зная, что закон положен не для праведника, но для беззаконных и непокоривых, нечестивых и грешников, развратных и оскверненных, для оскорбителей отца и матери, для человекоубийц, для блудников, мужеложников, человекохищников, (клеветников, скотоложников,) лжецов, клятвопреступников, и для всего, что противно здравому учению, по славному благовестию блаженного Бога, которое мне вверено.                                                                           |
| Перевод «Радостная весть» | А мы знаем, что Закон хорош, если им правильно пользоваться и сознавать, что он писан не для праведника, а для людей, преступающих закон и самоуправных; нечестивых и грешных, кощунствующих и безбожных; посягнувших на жизнь отца или матери, убийц, развратников и извращенцев, работорговцев, лжецов, клятвопреступников и всех, кто противится здравому учению, заключённому в Вести о славе блаженного Бога, — Вести, что была мне доверена.                                                                                           |
| Перевод Нового Мира       | Впрочем, мы знаем, что Закон превосходен, если применять его законно, осознавая, что закон установлен не для праведника, а для беззаконных и непокорных, для нечестивых и грешников, для не имеющих любящей доброты и оскверняющих святое, для убийц, в том числе убивающих отцов и матерей, для блудников, для мужчин, которые ложатся с мужчинами, для похитителей людей, для лжецов, для нарушающих клятвы и для делающих всё, что противоречит здравому учению, сообразному славной благой вести счастливого Бога, которая мне доверена. |

Различные церковные издания на русском языке при определении понятий «мужеложство» и «мужеложник» также ссылаются на Синодальный перевод и трактуют эти понятия в русле содомского греха или плотского удовлетворения похоти мужчины с мужчиной.
| Источник                                          | Определение |
| ------------------------------------------------- | --- |
| Библейский словарь под редакцией В. П. Вихлянцева | Мужеложство (1Тим. 1:10) — содомский грех, удовлетворение половой похоти мужчины с мужчиной (Рим. 1:27).                                                                     |
| Большая энциклопедия русского народа              | Мужеложство, противоестественное плотское соитие мужчины с мужчиной, издревле считалось деянием наказуемым.                                                                  |
| Полный церковно-славянский словарь                | Mүжеложникъ — содомскимъ грѣхомъ осквернённый (1Кор. 6:9; 1Тим. 1:10); мужеложствовати кого (Требн. 21) — сквернодѣйствовать съ мужескимъ поломъ, совершать содомскій грѣхъ. |

Несмотря на то, что в русском языке, особенно в церковной среде и среди людей с сильными гомофобными взглядами, мужеложство часто отождествляется с содомией и «содомским грехом», такое отождествление является не совсем корректным. Большой толковый медицинский словарь определяет содомию как «анальное половое сношение», которое «может быть гомосексуальным, гетеросексуальным или происходить между человеком и животным». Другие словари определяют содомию как синоним к зоофилии.
Русский перевод Библейской энциклопедии Брокгауза упоминает мужеложников при определении слова «малакия», утверждая, что в Первом послании к Коринфянам под малакией подразумевается мужчина или юноша, «который позволяет мужеложникам использовать себя для удовлетворения сексуальных потребностей».